# Nekrolog August 2023
Nekrolog
◄◄
| ◄
| 2019
| 2020
| 2021
| 2022
| 2023 | 2024 | 2025
Januar |
Februar |
März |
April |
Mai |
Juni |
Juli |
August |
September |
Oktober |
November |
Dezember 2023
Weitere Ereignisse | Allgemeiner Nekrolog 2023
Die Beschreibung der verstorbenen Person sollte so kurz wie möglich gehalten sein und nur deren signifikante Tätigkeit(en) enthalten.
Neue Namen ggf. auch unter dem Geburts- und Sterbedatum, also etwa unter 1. Januar und im Geburts- und Sterbejahr (2024) eintragen (nur bei entsprechender großer Wichtigkeit). Für Beispiele siehe die schon vorhandenen Artikel.
Außerdem über die fünf zuletzt Verstorbenen, zu denen es einen ausreichend guten Artikel für eine Präsentation auf der Hauptseite gibt, nach der todesbedingten Überarbeitung der Artikel ggf. auch unter Wikipedia Diskussion:Hauptseite informieren und sie am besten auch in den anderen Wikipedia-Sprachversionen eintragen. Tipp: Regelmäßig bei news.google.de nach „ist tot“, „gestorben“ oder „verstorben“ suchen.
Wenn eine Person gestorben ist, gibt es viele Seiten zu dieser Person in der Wikipedia, die davon auch betroffen sind und entsprechend aktualisiert werden müssen. Beispiele: Namenübersichtsseite, Geburtsjahr, Geburtsort-Seiten und viele mehr.
Wie finde ich die betroffenen Seiten?
Im Suchfeld auf der linken Seite gibt man den Suchbegriff so ein: „Vorname Nachname“. Dann klickt man auf Volltext und alle Seiten mit entsprechendem Suchtext werden aufgerufen. Hier sieht man dann schnell, wo auch das Todesjahr Sinn macht oder sogar ein Teil des Artikels angepasst werden muss. Auch hilft das „Werkzeug“ auf der linken Seite sehr gut, um solche Seiten aufzufinden: „Links auf diese Seite“. Somit ist die Wikipedia wieder aktuell in allen Bereichen! Hinweis: bei Eintragung der Kategorie „Gestorben JAHR“ wird der Missbrauchsfilter 49 ausgelöst, was jedoch nicht schlimm ist. Siehe: Spezial:Missbrauchsfilter/49
Dies ist eine Liste von im August 2023 verstorbenen bekannten Persönlichkeiten. Die Einträge erfolgen innerhalb der einzelnen Daten alphabetisch sortiert. Tiere sind im Nekrolog für Tiere zu finden.

## August
Bearbeitungshinweis: Neue Todesfälle bitte absteigend nach Tagen geordnet eintragen. Die Todesfälle desselben Tages bitte in alphabetischer Reihenfolge einfügen.
| Tag        | Name                                | Beruf, bekannt als                                                        | Alter | Beleg |
| ---------- | ----------------------------------- | ------------------------------------------------------------------------- | ----- | ----- |
| 31. August | Tantely Andrianarivo                | madagassischer Politiker                                                  | 69    |       |
| 31. August | Curtis Fowlkes                      | US-amerikanischer Jazzmusiker                                             | 72    |       |
| 31. August | Dorothee Gall                       | deutsche Altphilologin                                                    | 70    |       |
| 31. August | Gayle Hunnicutt                     | US-amerikanische Schauspielerin                                           | 80    |       |
| 31. August | Douglas Lenat                       | US-amerikanischer KI-Forscher                                             | 72    |       |
| 31. August | Silvina Luna                        | argentinisches Model, Schauspielerin und Revuetänzerin                    | 43    |       |
| 31. August | Lin May                             | deutsch-irakische Bildhauerin                                             | 50    |       |
| 31. August | Uwe Möller                          | deutscher Ökonom                                                          | 87    |       |
| 31. August | John Marius Opitz                   | deutsch-amerikanischer Humangenetiker                                     | 88    |       |
| 31. August | Theo Peer                           | österreichischer Pianist, Fernsehredakteur und Kabarettist                | 93    |       |
| 31. August | Bill Pinkney                        | US-amerikanischer Weltumsegler                                            | 87    |       |
| 31. August | Anatoli Sass                        | sowjetischer Ruderer                                                      | 87    |       |
| 31. August | Vanda Vieira-Schmidt                | deutsche Künstlerin                                                       | 73    |       |
| 31. August | Sarah Young                         | US-amerikanische Schriftstellerin                                         | 77    |       |
| 30. August | Mohamed Al-Fayed                    | ägyptischer Unternehmer                                                   | 94    |       |
| 30. August | Stefan Dassler                      | deutscher Sachbuchautor und Wirtschaftspädagoge                           | 60    |       |
| 30. August | Jan Jongbloed                       | niederländischer Fußballspieler                                           | 82    |       |
| 30. August | Gotthard Klose                      | deutscher Physiker                                                        | 90    |       |
| 30. August | Gennadi Sapunow                     | sowjetischer Ringer und -trainer                                          | 84    |       |
| 30. August | Jack Sonni                          | britischer Rockmusiker                                                    | 68    |       |
| 29. August | Taiwo Akinkunmi                     | nigerianischer Beamter und Flaggendesigner                                | 87    |       |
| 29. August | James Axtell                        | US-amerikanischer Historiker                                              | 82    |       |
| 29. August | Nancy Buirski                       | US-amerikanische Fotografin, Dokumentarfilmerin und Kuratorin             | 78    |       |
| 29. August | Guy Calléja                         | französischer Fußballspieler und -trainer                                 | 85    |       |
| 29. August | Lee Evans                           | US-amerikanischer Jazz- und Unterhaltungsmusiker sowie Arrangeur          | 90    |       |
| 29. August | Thomas Friz                         | deutscher Musiker                                                         | 73    |       |
| 29. August | Helmut Goebel                       | deutscher Denkmalpfleger                                                  | 98    |       |
| 29. August | Karlheinz Hartmann                  | deutscher Mundartschauspieler                                             | 73    |       |
| 29. August | Klaus-Peter Jünemann                | deutscher Urologe                                                         | 66    |       |
| 29. August | Robert Klane                        | US-amerikanischer Drehbuchautor, Schriftsteller und Filmemacher           | 81    |       |
| 29. August | Gerhard Schildt                     | deutscher Historiker                                                      | 86    |       |
| 29. August | Dietmar Schulze                     | deutscher Beamter und Politiker                                           | 70    |       |
| 29. August | Hans Schulze                        | deutscher Schauspieler                                                    | 92    |       |
| 29. August | Ünal Silver                         | deutsch-türkischer Schauspieler                                           | 75    |       |
| 29. August | Wolfgang Staiger                    | deutscher Politiker                                                       | 76    |       |
| 29. August | Mátyás Szandai                      | ungarischer Jazzmusiker                                                   | 46    |       |
| 29. August | Waldemar Victorino                  | uruguayischer Fußballspieler                                              | 71    |       |
| 28. August | Heinz Bereuter                      | österreichischer Politiker                                                | 90    |       |
| 28. August | Len Chandler                        | US-amerikanischer Folkmusiker                                             | 88    |       |
| 28. August | Peter Eckardt                       | deutscher Politiker                                                       | 82    |       |
| 28. August | Volker Gröbe                        | deutscher Schriftsteller                                                  | 76    |       |
| 28. August | Alan Haworth                        | britischer Politiker und Peer                                             | 75    |       |
| 28. August | Tina Howe                           | US-amerikanische Dramatikerin                                             | 85    |       |
| 28. August | Irene Philippaki-Warburton          | griechische Neogräzistin                                                  | ≈85   |       |
| 28. August | Rabban al-Qas                       | irakischer Bischof                                                        | 74    |       |
| 28. August | Heinrich Schleiff                   | deutscher Denkmalpfleger                                                  | 82    |       |
| 28. August | Günter Schliwka                     | deutscher Gewichtheber                                                    | 67    |       |
| 28. August | Heinrich Schmidhuber                | deutscher Bankmanager, Politiker und Fußballfunktionär                    | 87    |       |
| 28. August | Armin Töpfer                        | deutscher Betriebswirt                                                    | 79    |       |
| 28. August | Roger Van Hool                      | belgischer Schauspieler                                                   | 82    |       |
| 28. August | Klaus Wansleben                     | deutscher Ingenieur und Zen-Lehrer                                        | 97    |       |
| 28. August | Andrea Zuccari                      | italienischer Apnoetaucher                                                | 48    |       |
| 27. August | Jan Bokemeyer                       | deutscher Basketballspieler                                               | 53    |       |
| 27. August | Michael Brougham                    | britischer Peer und Politiker                                             | 85    |       |
| 27. August | Éléonore Faucher                    | französische Filmregisseurin und Drehbuchautorin                          | 50    |       |
| 27. August | Maurice Fréchard                    | französischer Erzbischof                                                  | 95    |       |
| 27. August | Ireno García                        | kubanischer Liedermacher und Zeichner                                     | 68    |       |
| 27. August | Heinz Grote                         | deutscher Fernsehjournalist                                               | 98    |       |
| 27. August | Anwar Ibragimow                     | russischer Florettfechter                                                 | 57    |       |
| 27. August | Joe the Plumber                     | US-amerikanischer Handwerker und Aktivist                                 | 49    |       |
| 27. August | Roman Köster                        | deutscher Sportjournalist                                                 | 85    | [ 1 ] |
| 27. August | Dennis Kramer                       | US-amerikanisch-deutscher Basketballspieler                               | 31    |       |
| 27. August | Doug Kyle                           | kanadischer Langstreckenläufer                                            | 91    |       |
| 27. August | Franne Lee                          | US-amerikanische Kostümbildnerin                                          | 81    |       |
| 27. August | Marilyn Lovell                      | US-amerikanische Astronautengattin                                        | 93    |       |
| 27. August | Gábor Medvigy                       | ungarischer Kameramann                                                    | 66    |       |
| 27. August | Maria Müller-Sommer                 | deutsche Bühnenverlegerin                                                 | 101   |       |
| 27. August | J. Tinsley Oden                     | US-amerikanischer Ingenieurwissenschaftler                                | 86    |       |
| 27. August | Norbert Orth                        | deutscher Opernsänger                                                     | 84    |       |
| 27. August | Eddie Skoller                       | dänischer Schauspieler, Singer-Songwriter, Komiker und Theaterleiter      | 79    |       |
| 27. August | Dietrich Sperling                   | deutscher Politiker                                                       | 90    |       |
| 27. August | Don Sundquist                       | US-amerikanischer Politiker                                               | 87    |       |
| 27. August | Mariella Trejos                     | kolumbianisch-peruanische Schauspielerin                                  | 75    |       |
| 27. August | Luis Zacarias                       | peruanischer Fußballtrainer                                               | 80    |       |
| 26. August | Geraldo Majella Agnelo              | brasilianischer Kardinal                                                  | 89    |       |
| 26. August | Bob Barker                          | US-amerikanischer Fernsehmoderator                                        | 99    |       |
| 26. August | Bosse Broberg                       | schwedischer Jazztrompeter                                                | 85    |       |
| 26. August | Carl Cohen                          | US-amerikanischer Philosoph                                               | 92    |       |
| 26. August | Waltraud Häupl                      | österreichische Kunsterzieherin und Buchautorin                           | 88    |       |
| 26. August | Maria-Elisabeth Krautwald-Junghanns | deutsche Veterinärmedizinerin                                             | 66    |       |
| 26. August | Bertrand Marchand                   | französischer Fußballspieler und -trainer                                 | 70    |       |
| 26. August | MC Marcinho                         | brasilianischer Sänger und Komponist                                      | 45    |       |
| 26. August | Gerold Meraner                      | italienischer Politiker                                                   | 83    |       |
| 26. August | László Nussbaum                     | rumänischer Holocaust-Überlebender                                        | 95    |       |
| 26. August | Charlie Ndiaye                      | senegalesischer Bassist                                                   | 75    |       |
| 26. August | Gleb Panfilow                       | russischer Filmregisseur                                                  | 89    |       |
| 26. August | Bert Papenfuß-Gorek                 | deutscher Lyriker                                                         | 67    |       |
| 26. August | Roman Reiser                        | deutscher Architekt                                                       | 102   |       |
| 26. August | Kay Winkler                         | deutscher Bildhauer und Installationskünstler                             | 67    |       |
| 26. August | Dieter Witting                      | deutsch-österreichischer Schauspieler                                     | 79    |       |
| 25. August | Klaus Arnold                        | deutscher Historiker                                                      | 81    |       |
| 25. August | Rüdiger Bahr                        | deutscher Schauspieler und Synchronsprecher                               | 84    |       |
| 25. August | Gerd Bauer                          | deutscher Politiker                                                       | 72    |       |
| 25. August | Ernst Beplate                       | deutscher Heimatforscher und Autor                                        | 84    |       |
| 25. August | Claus Boje                          | deutscher Filmproduzent                                                   | 65    |       |
| 25. August | José Calavera Ruiz                  | spanischer Bauingenieur                                                   | 91    |       |
| 25. August | Ralph Casale                        | US-amerikanischer Gitarrist                                               | 84    |       |
| 25. August | Tijl De Decker                      | belgischer Radrennfahrer                                                  | 22    |       |
| 25. August | Volker von der Heydt                | deutscher Rundfunkintendant                                               | 78    |       |
| 25. August | Yoel Hoffmann                       | israelischer Religionsphilosoph und Japanologe                            | 86    |       |
| 25. August | Kathrin Hoffmann-Curtius            | deutsche Kunsthistorikerin und Publizistin                                | 86    |       |
| 25. August | George Owen Mackie                  | britisch-kanadischer Zoologe                                              | 93    |       |
| 25. August | Armando Pellegrini                  | italienischer Radrennfahrer                                               | 90    |       |
| 25. August | Ronald L. Phillips                  | US-amerikanischer Biologe und Biotechnologe                               | 83    |       |
| 25. August | Andrii Pilschykow                   | ukrainischer Kampfpilot                                                   | 30    |       |
| 25. August | Udo Reimann                         | deutscher Bildhauer                                                       | 84    |       |
| 25. August | Lui Tratter                         | deutscher Projektkünstler, Sozialarbeiter, Lehrer und Sponti              | 86    |       |
| 24. August | Michael Anthony                     | trinidadischer Schriftsteller und Historiker                              | 93    |       |
| 24. August | Bolat Bajekenow                     | kasachischer Politiker                                                    | 80    |       |
| 24. August | Hans Friedrich Fulda                | deutscher Philosoph                                                       | 93    |       |
| 24. August | Bernie Marsden                      | britischer Gitarrist                                                      | 72    |       |
| 24. August | Claude Picasso                      | spanisch-französischer Fotograf, Filmemacher und Nachlassverwalter        | 76    |       |
| 24. August | Ehrhard Raschke                     | deutscher Meteorologe und Klimaforscher                                   | 87    |       |
| 24. August | Rudolf Rother jun.                  | deutscher Verleger und Fotograf                                           | 96    |       |
| 24. August | Arleen Sorkin                       | US-amerikanische Schauspielerin, Drehbuchautorin und Synchronsprecherin   | 67    |       |
| 24. August | Bray Wyatt                          | US-amerikanischer Wrestler                                                | 36    |       |
| 23. August | Benjamin Bounkoulou                 | kongolesischer Politiker                                                  | 80    |       |
| 23. August | Terry Funk                          | US-amerikanischer Wrestler                                                | 79    |       |
| 23. August | Ellen Gibbels                       | deutsche Neurologin und Psychiaterin                                      | 93    |       |
| 23. August | Robert Hale                         | US-amerikanischer Opernsänger                                             | 90    |       |
| 23. August | Joseph Hubert Hart                  | US-amerikanischer Bischof                                                 | 91    |       |
| 23. August | Roland Hauser                       | deutscher Richter                                                         | 85    |       |
| 23. August | Dieter Henkel                       | deutscher Psychologe und Suchtforscher                                    | 79    |       |
| 23. August | Ingrid Olef                         | deutsche Politikerin                                                      | 83    |       |
| 23. August | Hersha Parady                       | US-amerikanische Schauspielerin                                           | 78    |       |
| 23. August | Jürgen Perl                         | deutscher Informatiker                                                    | 78    |       |
| 23. August | Norman Pfeiffer                     | US-amerikanischer Architekt                                               | 82    |       |
| 23. August | William Frank Pounds                | US-amerikanischer Ökonom                                                  | 95    |       |
| 23. August | Jewgeni Prigoschin                  | russischer Oligarch, Warlord und Paramilitär                              | 62    |       |
| 23. August | Theuns Stofberg                     | südafrikanischer Rugbyspieler                                             | 68    |       |
| 23. August | Dmitri Utkin                        | russischer Söldnerführer                                                  | 53    |       |
| 22. August | Amnon Ben-Tor                       | israelischer Biblischer Archäologe                                        | 88    |       |
| 22. August | Tom Courtney                        | US-amerikanischer Leichtathlet                                            | 90    |       |
| 22. August | Eustaquio Pastor Cuquejo Verga      | paraguayischer Erzbischof                                                 | 83    |       |
| 22. August | Toto Cutugno                        | italienischer Sänger und Fernsehmoderator                                 | 80    |       |
| 22. August | Astrid Fleischer Rex                | grönländische Politikerin und Lehrerin                                    | 69    |       |
| 22. August | Alexander Gunther Friedrich         | deutscher Forstwissenschaftler und Diplomat der Vereinten Nationen (UN)   | 99    |       |
| 22. August | Nicolas Gessner                     | Schweizer Filmregisseur                                                   | 92    |       |
| 22. August | Ebrahim Golestan                    | iranischer Filmregisseur, Drehbuchautor, Filmproduzent und Schriftsteller | 100   |       |
| 22. August | Gisela Haase                        | deutsche Kunsthistorikerin                                                | 88    |       |
| 22. August | Dieter Hiesserer                    | deutscher Maler, Zeichner, Bildhauer und Fotokünstler                     | 84    |       |
| 22. August | Daniel Hopsicker                    | US-amerikanischer Fernsehproduzent, Buchautor und Dokumentarfilmer        | 72    |       |
| 22. August | Roland S. Kamzelak                  | deutscher Literaturwissenschaftler und Editionsphilologe                  | 61    |       |
| 22. August | Akbar Khan                          | indischer Drehbuchautor, Filmemacher und Schauspieler                     | 74    |       |
| 22. August | Lothar Kittelmann                   | deutscher Maler und Grafiker                                              | 88    |       |
| 22. August | Martin Laciga                       | Schweizer Beachvolleyballspieler                                          | 48    |       |
| 22. August | Werner Lauterborn                   | deutscher Physiker                                                        | 81    |       |
| 22. August | Fernando Legal                      | brasilianischer Bischof                                                   | 91    |       |
| 22. August | Bobby Noble                         | englischer Fußballspieler                                                 | 77    |       |
| 22. August | Monika Pagneux                      | deutsche Tanz- und Schauspiellehrerin                                     | 96    |       |
| 22. August | Alexandra Paul                      | kanadische Eiskunstläuferin                                               | 31    |       |
| 22. August | Willi Pöhler                        | deutscher Industriesoziologe und Arbeitswissenschaftler                   | 89    |       |
| 22. August | C. R. Rao                           | indischer Mathematiker                                                    | 102   |       |
| 22. August | Herlander Ribeiro                   | portugiesischer Schwimmer                                                 | 80    |       |
| 22. August | Lê Văn Thành                        | vietnamesischer Politiker                                                 | 60    |       |
| 22. August | Hans Rüdiger Vogel                  | deutscher Mediziner und Pharmaziefunktionär                               | 88    |       |
| 22. August | René Weller                         | deutscher Boxer                                                           | 69    |       |
| 22. August | Manfred Zetzsche                    | deutscher Schauspieler                                                    | 93    |       |
| 21. August | Sergei Babkow                       | russischer Basketballspieler und -trainer                                 | 56    |       |
| 21. August | Heinz Bilan                         | deutscher Offizier                                                        | 92    |       |
| 21. August | Edward L. G. Bowell                 | US-amerikanischer Astronom                                                | 79    |       |
| 21. August | Billy Brooks                        | US-amerikanischer Schlagzeuger und Perkussionist                          | 80    |       |
| 21. August | Elizabeth Hoffman                   | US-amerikanische Schauspielerin                                           | 97    |       |
| 21. August | Dietrich Neumann                    | deutscher Architekt                                                       | 93    |       |
| 21. August | Horst Pakowski                      | deutscher Diplomat                                                        | 86    |       |
| 21. August | Jewhen Pronjuk                      | sowjetischer Dissident sowie ukrainischer Autor und Politiker             | 86    |       |
| 21. August | Jörg Schmidt-Reitwein               | deutscher Kameramann                                                      | 84    |       |
| 21. August | Karl-Heinz Zimmermann               | deutscher Mathematiker und Informatiker                                   | 66    |       |
| 21. August | Christian von Zittwitz              | deutscher Verlagskaufmann, Journalist und Verleger                        | 79    |       |
| 20. August | Kurt Bartlewski                     | deutscher Politiker                                                       | 93    |       |
| 20. August | Luigi Blau                          | österreichischer Architekt, Möbeldesigner und Ausstellungsgestalter       | 78    |       |
| 20. August | Wahid Bouzidi                       | französisch-algerischer Schauspieler und Komiker                          | 45    |       |
| 20. August | Daniel Cohen                        | französischer Wirtschaftswissenschaftler                                  | 70    |       |
| 20. August | Isabel Crook                        | kanadisch-britische Ethnologin                                            | 107   |       |
| 20. August | Robert Dautray                      | französischer Ingenieur und Mathematiker                                  | 95    |       |
| 20. August | Hermann-Josef Emons                 | deutscher Verleger                                                        | 73    |       |
| 20. August | Rosemarie Heinikel                  | deutsche Schauspielerin, Sängerin und Autorin                             | 77    |       |
| 20. August | Michael Horgan                      | irischer Radrennfahrer                                                    | 89    |       |
| 20. August | David Jacobs                        | US-amerikanischer Drehbuchautor                                           | 84    |       |
| 20. August | William C. Kelly                    | US-amerikanischer Geologe                                                 | 94    |       |
| 20. August | Aivars Lazdenieks                   | sowjetischer Ruderer                                                      | 69    |       |
| 20. August | Gerd Mackensen                      | deutscher Maler, Bühnenbildner, Fotograf und Bildhauer                    | 73    |       |
| 20. August | Günter Rabending                    | deutscher Neurologe und Epileptologe                                      | 92    |       |
| 20. August | Wladimir Sacharow                   | sowjetischer bzw. russischer Physiker und Mathematiker                    | 84    |       |
| 20. August | Heiko K. L. Schulze                 | deutscher Kunsthistoriker und Denkmalpfleger                              | 69    |       |
| 20. August | Lizandro Vallecilla Riascos         | kolumbianischer Perkussionist, Sozialaktivist und Kulturförderer          | 31    |       |
| 20. August | Falco Werkentin                     | deutscher Soziologe und Historiker                                        | 78    |       |
| 20. August | Jörg-Olaf Wolff                     | deutscher Ozeanograph                                                     | 64    |       |
| 19. August | Maxie Baughan                       | US-amerikanischer American-Football-Spieler                               | 85    |       |
| 19. August | Gloria Coates                       | US-amerikanische Komponistin                                              | 89    |       |
| 19. August | Roberto Colaninno                   | italienischer Manager, Unternehmer und Investor                           | 80    |       |
| 19. August | Rodney Elton                        | britischer Peer und Politiker                                             | 93    |       |
| 19. August | Gianni Ferlenghi                    | italienischer Radrennfahrer                                               | 92    |       |
| 19. August | Kazuo Fukushima                     | japanischer Komponist                                                     | 93    |       |
| 19. August | Helmut Maximilian Gruber-Ballehr    | deutscher Maler und Grafiker                                              | 84    |       |
| 19. August | Hans Rudolf Gysin                   | Schweizer Politiker                                                       | 82    |       |
| 19. August | Wolfram Heicking                    | deutscher Komponist und Musikwissenschaftler                              | 96    |       |
| 19. August | Lorenz Horr                         | deutscher Fußballspieler                                                  | 80    |       |
| 19. August | Howard James Hubbard                | US-amerikanischer Bischof                                                 | 84    |       |
| 19. August | Ron Cephas Jones                    | US-amerikanischer Schauspieler                                            | 66    |       |
| 19. August | Józef Kański                        | polnischer Musikkritiker                                                  | 94    |       |
| 19. August | Thomas Kuczynski                    | deutscher Wirtschaftshistoriker                                           | 78    |       |
| 19. August | Carlo Mazzone                       | italienischer Fußballspieler und -trainer                                 | 86    |       |
| 19. August | Jean-Claude Nallet                  | französischer Leichtathlet                                                | 76    |       |
| 19. August | Kurt Schier                         | deutscher Mediävist                                                       | 94    |       |
| 19. August | Frans Sjöström                      | schwedischer Jazzmusiker                                                  | 78    |       |
| 19. August | Wladislaw Timofejew                 | sowjetischer bzw. russischer Physiker                                     | 86    |       |
| 19. August | John Warnock                        | US-amerikanischer Unternehmer                                             | 82    |       |
| 19. August | Nizō Yamamoto                       | japanischer Zeichner und Artdirector                                      | 70    |       |
| 19. August | Tonino Zorzi                        | italienischer Basketballspieler und -trainer                              | 88    |       |
| 18. August | Margot Baum                         | deutsche Schriftstellerin                                                 | 91    |       |
| 18. August | James L. Buckley                    | US-amerikanischer Politiker                                               | 100   |       |
| 18. August | Peter Paul Flosdorf                 | deutscher Psychologe, Heilpädagoge, Theologe und Familientherapeut        | 95    |       |
| 18. August | Nancy Frangione                     | US-amerikanische Schauspielerin                                           | 70    |       |
| 18. August | Jean-Louis Georgelin                | französischer General                                                     | 74    |       |
| 18. August | Ferenc Gyurcsek                     | ungarischer Bildhauer und Restaurator                                     | 80    |       |
| 18. August | Ray Hildebrand                      | US-amerikanischer Sänger                                                  | 82    |       |
| 18. August | James H. Johnson junior             | US-amerikanischer Offizier                                                | 85    |       |
| 18. August | Florian Julino                      | deutscher Comiczeichner und Grafiker                                      | 84    |       |
| 18. August | Tadaaki Kuwayama                    | japanischer Maler                                                         | 91    |       |
| 18. August | Hans-Peter Meinzer                  | deutscher Physiker und Informatiker                                       | 74    |       |
| 18. August | Dietrich Meyer                      | deutscher Manager                                                         | 83    |       |
| 18. August | Chico Novarro                       | argentinischer Singer-Songwriter                                          | 89    |       |
| 18. August | Al Quie                             | US-amerikanischer Politiker                                               | 99    |       |
| 18. August | Jørn Riel                           | dänischer Schriftsteller                                                  | 92    |       |
| 18. August | Ermanno Salvaterra                  | italienischer Bergsteiger                                                 | 68    |       |
| 18. August | Kyle Turner                         | australischer Rugbyspieler                                                | 31    |       |
| 18. August | Kenneth Watson                      | US-amerikanischer theoretischer Physiker                                  | 101   |       |
| 17. August | Karol J. Bobko                      | US-amerikanischer Astronaut                                               | 85    |       |
| 17. August | Klaus Bohnsack                      | deutscher Fußballspieler                                                  | 83    |       |
| 17. August | Jiří Černý                          | tschechischer Musikjournalist                                             | 87    |       |
| 17. August | John Devitt                         | australischer Schwimmer                                                   | 86    |       |
| 17. August | František Kopecký                   | tschechischer Ordensgeistlicher und Moraltheologe                         | 92    |       |
| 17. August | Olivier Guillot                     | französischer Historiker                                                  | 91    |       |
| 17. August | Klaus Lochthove                     | deutscher Schauspieler und Synchronsprecher                               | 69    |       |
| 17. August | Hilario López Millán                | spanischer Journalist, Schriftsteller und Sänger                          | 78    |       |
| 17. August | Eva Lubinger                        | österreichische Schriftstellerin                                          | 93    |       |
| 17. August | Wallace H. Nutting                  | US-amerikanischer Offizier                                                | 95    |       |
| 17. August | Bernadete Pacífico                  | brasilianische Menschenrechtsaktivistin                                   | 72    |       |
| 17. August | Peter Paetzold                      | deutscher Chemiker                                                        | 88    |       |
| 17. August | Werner Peterich                     | deutscher Übersetzer                                                      | 94    |       |
| 17. August | Gudrun Pflüger                      | österreichische Biologin, Ski-Langlauf- sowie Berglaufsportlerin          | 50    |       |
| 17. August | Hans-Joachim Priester               | deutscher Rechtswissenschaftler                                           | 86    |       |
| 17. August | Christian Puibaraud                 | französischer Ruderer                                                     | 85    |       |
| 17. August | Gerhard Schmidt                     | deutscher Politiker                                                       | 83    |       |
| 17. August | Guillermo Timoner                   | spanischer Radrennfahrer                                                  | 97    |       |
| 17. August | Betty Tyson                         | US-amerikanisches Justizopfer                                             | 75    |       |
| 17. August | Gerhard Uhlenbruck                  | deutscher Mediziner und Autor                                             | 94    |       |
| 17. August | Gary Young                          | US-amerikanischer Schlagzeuger                                            | 70    |       |
| 16. August | Pierre Alféri                       | französischer Schriftsteller, Dichter und Essayist                        | 60    |       |
| 16. August | Howard S. Becker                    | US-amerikanischer Soziologe                                               | 95    |       |
| 16. August | Beriz Belkić                        | bosnischer Politiker                                                      | 76    |       |
| 16. August | Hubertus Blase                      | deutscher Maler und Grafiker                                              | 84    |       |
| 16. August | Saverio Busiri Vici                 | italienischer Architekt                                                   | 96    |       |
| 16. August | Adolf Gebauer                       | deutsch-tschechischer Komponist                                           | 82    |       |
| 16. August | Heinz Jeuk                          | deutscher Politiker                                                       | 81    |       |
| 16. August | Jürgen Kluckert                     | deutscher Schauspieler, Synchron- und Hörbuchsprecher                     | 79    |       |
| 16. August | Rolf Kosiek                         | deutscher Publizist und Politiker                                         | 88    |       |
| 16. August | Ernst Kozlicek                      | österreichischer Fußballspieler                                           | 92    |       |
| 16. August | Mariano Moreno García               | spanischer Bischof                                                        | 84    |       |
| 16. August | Jerry Moss                          | US-amerikanischer Musikproduzent                                          | 88    |       |
| 16. August | Andrea Pancur                       | deutsche Musikerin                                                        | 54    |       |
| 16. August | Michael Parkinson                   | britischer Fernsehmoderator, Journalist und Autor                         | 88    |       |
| 16. August | Josef Schantl                       | österreichischer Politiker                                                | 94    |       |
| 16. August | Gennadi Schidko                     | russischer General                                                        | 57    |       |
| 16. August | Renata Scotto                       | italienische Opernsängerin                                                | 89    |       |
| 16. August | Nora Szech                          | deutsche Verhaltensökonomin                                               | 43    |       |
| 16. August | Klaus Türk                          | deutscher Sozialwissenschaftler                                           | 78    |       |
| 15. August | Alexander Arnot                     | deutscher Diplomat                                                        | 92    |       |
| 15. August | Bernhard Asmuth                     | deutscher Germanist                                                       | 88    |       |
| 15. August | Ursula Cantieni                     | schweizerisch-deutsche Schauspielerin                                     | 75    |       |
| 15. August | Ada Deer                            | US-amerikanische Politikerin                                              | 88    |       |
| 15. August | Jochen Eminger                      | deutscher Bassist und Gitarrist                                           | ≈69   |       |
| 15. August | Helmut Fischer                      | deutscher Theologe, Publizist und Ikonenmaler                             | 94    |       |
| 15. August | Léa Garcia                          | brasilianische Schauspielerin                                             | 90    |       |
| 15. August | Peter „West“ Haag                   | deutscher Bassist                                                         | 57    |       |
| 15. August | Eugen Hillengass                    | deutscher Ordensgeistlicher                                               | 93    |       |
| 15. August | Hans Kratzert                       | deutscher Regisseur                                                       | 83    |       |
| 15. August | Lothar Kreiser                      | deutscher Philosoph                                                       | 89    |       |
| 15. August | Bernhard Ludwig                     | österreichischer Kabarettist                                              | 74    |       |
| 15. August | Liam MacDaid                        | irischer Bischof                                                          | 78    |       |
| 15. August | Arnold Östman                       | schwedischer Dirigent und Musikmanager                                    | 83    |       |
| 15. August | Chris Peluso                        | US-amerikanischer Schauspieler und Sänger                                 | 40    |       |
| 15. August | Max Sauk                            | deutscher Bildhauer                                                       | 93    |       |
| 15. August | Wladimir Timoschinin                | russischer Wasserspringer                                                 | 53    |       |
| 15. August | Francisc Tobă                       | rumänischer Politiker und Billardfunktionär                               | 70    |       |
| 15. August | Hans-Hermann Weyer                  | deutscher Titelhändler                                                    | 85    |       |
| 15. August | Gert Wunderlich                     | deutscher Schriftgestalter und Typograf                                   | 89    |       |
| 15. August | Anselm Zeller                       | deutscher Abt                                                             | 85    |       |
| 14. August | Francesco Alberoni                  | italienischer Soziologe und Journalist                                    | 93    |       |
| 14. August | Karen Bakker                        | kanadische Geographin und Sachbuchautorin                                 | 51    |       |
| 14. August | Bobby Baun                          | kanadischer Eishockeyspieler und -trainer                                 | 86    |       |
| 14. August | Boris Dubrowski                     | sowjetischer Ruderer                                                      | 83    |       |
| 14. August | Ludwig Graf                         | deutscher Fernsehmoderator                                                | 83    |       |
| 14. August | Werner Grassmann                    | deutscher Regisseur, Filmproduzent und Programmkinoinhaber                | 96    |       |
| 14. August | Harris Mann                         | britischer Automobildesigner                                              | 85    |       |
| 14. August | Louis Mexandeau                     | französischer Politiker                                                   | 92    |       |
| 14. August | Daniel Schönbächler                 | Schweizer Ordensgeistlicher und Abt                                       | 81    |       |
| 14. August | Wolfram Setz                        | deutscher Historiker, Herausgeber, Übersetzer und Essayist                | 82    |       |
| 14. August | Hans Strelow                        | deutscher Galerist                                                        | 82    |       |
| 14. August | Aksel Tamm                          | estnischer Literaturwissenschaftler, Kritiker und Publizist               | 91    |       |
| 14. August | Joseph A. Wolf                      | US-amerikanischer Mathematiker                                            | 86    |       |
| 14. August | László Zarándi                      | ungarischer Leichtathlet                                                  | 94    |       |
| 13. August | Clarence Avant                      | US-amerikanischer Musik- und Filmproduzent                                | 92    |       |
| 13. August | Stephanie van Batum                 | niederländische Theaterregisseurin und -schauspielerin                    | 34    |       |
| 13. August | Patricia Bredin                     | britische Sängerin und Schauspielerin                                     | 88    |       |
| 13. August | José Murilo de Carvalho             | brasilianischer Politikwissenschaftler und Historiker                     | 83    |       |
| 13. August | Alex Collins                        | US-amerikanischer American-Football-Spieler                               | 28    |       |
| 13. August | Edel Hætta Eriksen                  | norwegische Pädagogin und Kulturpolitikerin                               | 101   |       |
| 13. August | Rachel Laurin                       | kanadische Komponistin und Organistin                                     | 62    |       |
| 13. August | Magoo                               | US-amerikanischer Rapper                                                  | 50    |       |
| 13. August | Barbara Müller-Kageler              | deutsche Künstlerin                                                       | 85    |       |
| 13. August | Uwe Pape                            | deutscher Wirtschaftsinformatiker und Orgelsachverständiger               | 87    |       |
| 13. August | Stuart F. Schlossman                | US-amerikanischer Immunologe                                              | 88    |       |
| 13. August | Peter Smalun                        | deutscher Designer                                                        | 84    |       |
| 13. August | Hilke Stamatiadis-Smidt             | deutsche Wissenschaftspublizistin und Pressesprecherin                    | 84    |       |
| 12. August | Michael Auditor                     | deutscher Politiker                                                       | 80    |       |
| 12. August | Jürgen Bertram                      | deutscher Journalist und Autor                                            | 83    |       |
| 12. August | Axel Carl                           | deutscher Physiker und Wissenschaftsjournalist                            | 63    |       |
| 12. August | Helen Don-Duncan                    | britische Schwimmerin                                                     | 42    |       |
| 12. August | Sándor Eckschmiedt                  | ungarischer Leichtathlet                                                  | 84    |       |
| 12. August | Atanas Golomejew                    | bulgarischer Basketballspieler, -trainer und -funktionär                  | 76    |       |
| 12. August | Karl Heinrich Krüger                | deutscher Historiker                                                      | 85    |       |
| 12. August | Berit Lindholm                      | schwedische Opernsängerin                                                 | 88    |       |
| 12. August | Franz Loquai                        | deutscher Literaturwissenschaftler                                        | 72    |       |
| 12. August | Eva Mücke                           | deutsche Modedesignerin und Modegrafikerin                                | 86    |       |
| 12. August | Johann Sabath                       | deutscher Fußballspieler                                                  | 84    |       |
| 12. August | Madeleine Sauveur                   | deutsche Kabarettistin und Sängerin                                       | 71    |       |
| 12. August | Ulrich W. Suter                     | Schweizer Chemiker                                                        | 79    |       |
| 11. August | Mike Ahern                          | australischer Politiker                                                   | 81    |       |
| 11. August | Mohammad Ebrahim Ardjomandi         | iranisch-deutscher Psychoanalytiker und Mediziner                         | 91    |       |
| 11. August | John Edward Barrett                 | australischer Australian-Football-Spieler                                 | 94    |       |
| 11. August | Sliman Bensmaia                     | US-amerikanischer Neurowissenschaftler                                    | 49    |       |
| 11. August | Barbara Borchardt                   | deutsche Politikerin                                                      | 67    |       |
| 11. August | Uta Emmer                           | deutsche Schauspielerin und Theaterleiterin                               | 85    |       |
| 11. August | Bruno Epple                         | deutscher Dichter und Maler                                               | 92    |       |
| 11. August | Simone Gilges                       | deutsche Künstlerin                                                       | 50    |       |
| 11. August | Jerome Hauer                        | US-amerikanischer Unternehmer und Katastrophenschützer                    | 71    |       |
| 11. August | Tom Jones                           | US-amerikanischer Musical-Texter                                          | 95    |       |
| 11. August | Joan Kaplan Davidson                | US-amerikanische Konservatorin und Philanthropin                          | 96    |       |
| 11. August | Darren Kent                         | britischer Schauspieler                                                   | 36    |       |
| 11. August | Georg Klütsch                       | deutscher Fagottist, Kammermusiker und Musikpädagoge                      | 71    |       |
| 11. August | Kjell Lauri                         | schwedischer Orientierungsläufer                                          | 67    |       |
| 11. August | Florence Malgoire                   | französische Violinistin und Dirigentin                                   | 63    |       |
| 11. August | Judith McKenzie                     | US-amerikanische Geologin                                                 | 81    |       |
| 11. August | Henner Misersky                     | deutscher Leichtathlet, Skilanglauftrainer und Dopingbekämpfer            | 82    |       |
| 11. August | Theo Müller                         | deutscher Botaniker und Pflanzensoziologe                                 | 93    |       |
| 11. August | Edwin Ortmann                       | deutscher Schriftsteller und Übersetzer                                   | 82    |       |
| 11. August | Rainer Otto                         | deutscher Kabarettist                                                     | 84    |       |
| 11. August | Konrad Seitz                        | deutscher Diplomat und Autor                                              | 89    |       |
| 11. August | Gus Solomons Jr.                    | US-amerikanischer Tänzer, Choreograph, Tanzlehrer und -kritiker           | 84    |       |
| 11. August | Otmar Stock                         | deutscher Tischtennisspieler                                              | 87    |       |
| 11. August | Gregg Tafralis                      | US-amerikanischer Leichtathlet                                            | 65    |       |
| 11. August | Heidemarie Uhl                      | österreichische Historikerin                                              | 66    |       |
| 11. August | Kenneth White                       | britischer Schriftsteller                                                 | 87    |       |
| 11. August | Günther Zäuner                      | österreichischer Journalist und Schriftsteller                            | 66    |       |
| 10. August | Cesare Cipollini                    | italienischer Radrennfahrer                                               | 64    |       |
| 10. August | Sepp Eibl                           | deutscher Volksmusiker, Komponist, Musikverleger und Filmemacher          | 89    |       |
| 10. August | José Vicente Huertas Vargas         | kolumbianischer Bischof                                                   | 83    |       |
| 10. August | Antonella Lualdi                    | italienische Schauspielerin                                               | 92    |       |
| 10. August | Carsten Morild                      | dänischer Badmintonspieler                                                | 87    |       |
| 10. August | Rainer Müller                       | deutscher Taekwondoin                                                     | 69    |       |
| 10. August | Michela Murgia                      | italienische Schriftstellerin                                             | 51    |       |
| 10. August | Sebastian Neumeister                | deutscher Romanist                                                        | 85    |       |
| 10. August | Kurt Pauletto                       | Schweizer Maler und Grafiker                                              | 90    |       |
| 10. August | Rosemary S. Pooler                  | US-amerikanische Richterin                                                | 85    |       |
| 10. August | Klaus Rost                          | deutscher Ringer                                                          | 83    |       |
| 10. August | Vincentius Sutikno Wisaksono        | indonesischer Bischof                                                     | 69    |       |
| 10. August | Harald Witthöft                     | deutscher Historiker                                                      | 92    |       |
| 9. August  | Dionys Baeriswyl                    | Schweizer Physiker                                                        | 79    |       |
| 9. August  | John Barrett                        | irisch-US-amerikanischer Friseur                                          | 66    |       |
| 9. August  | Nikolaus Cybinski                   | deutscher Lehrer, Autor und Aphoristiker                                  | 87    |       |
| 9. August  | Nechama Drober                      | deutsch-israelische Autorin                                               | 95    |       |
| 9. August  | Ita Ever                            | estnische Schauspielerin                                                  | 92    |       |
| 9. August  | Walter Fischer                      | deutsch-chilenischer Biologe                                              | 93    |       |
| 9. August  | Joseph Henry Ganda                  | sierra-leonischer Erzbischof                                              | 91    |       |
| 9. August  | Ulrich Griebel                      | deutscher Dramaturg und Hörspielautor                                     | 81    |       |
| 9. August  | Brice Marden                        | US-amerikanischer Künstler                                                | 84    |       |
| 9. August  | Doreen Mantle                       | britische Schauspielerin                                                  | 97    |       |
| 9. August  | Aleksandar Matanović                | jugoslawischer bzw. serbischer Schachspieler und Herausgeber              | 93    |       |
| 9. August  | Harry Notenboom                     | niederländischer Politiker                                                | 96    |       |
| 9. August  | Robbie Robertson                    | kanadischer Rockmusiker                                                   | 80    |       |
| 9. August  | Raimund „Ray“ Salg                  | deutscher Gitarrist                                                       | 69    |       |
| 9. August  | Hugh Segal                          | kanadischer Politiker                                                     | 72    |       |
| 9. August  | Robert Swan                         | US-amerikanischer Schauspieler                                            | 78    |       |
| 9. August  | Joachim Stalmann                    | deutscher Theologe, Kirchenmusiker, Liturgie- und Musikwissenschaftler    | 92    |       |
| 9. August  | Brad Thomson                        | US-amerikanischer Gitarrist                                               | 52    |       |
| 9. August  | Véronique Trillet-Lenoir            | französische Onkologin und Politikerin                                    | 66    |       |
| 9. August  | Fernando Villavicencio              | ecuadorianischer Politiker und Journalist                                 | 59    |       |
| 8. August  | Federico Bahamontes                 | spanischer Radrennfahrer                                                  | 95    |       |
| 8. August  | Fredi Camminadi                     | deutscher Politiker                                                       | 99    |       |
| 8. August  | Dorothy Casterline                  | US-amerikanische Linguistin                                               | 95    |       |
| 8. August  | Larissa Drygala                     | deutsche Sportgymnastiktrainerin und -richterin                           | 56    |       |
| 8. August  | Karl Heinz Gasser                   | deutscher Politiker                                                       | 79    |       |
| 8. August  | Goodall Gondwe                      | malawischer Ökonom und Politiker                                          | 86    |       |
| 8. August  | Horst Hirschler                     | deutscher Theologe, Bischof und Abt                                       | 89    |       |
| 8. August  | Dagmar Kunze                        | deutsche Malerin, Grafikerin und Illustratorin                            | 82    |       |
| 8. August  | Ian Macdonald                       | britischer Mathematiker                                                   | 94    |       |
| 8. August  | Luis Alberto Parra Mora             | kolumbianischer Bischof                                                   | 79    |       |
| 8. August  | Curt Pomp                           | deutscher Bildhauer und Restaurator                                       | 89    |       |
| 8. August  | Jamie Reid                          | britischer Künstler                                                       | 76    |       |
| 8. August  | Sixto Rodriguez                     | US-amerikanischer Singer-Songwriter                                       | 81    |       |
| 7. August  | German Altenried                    | deutscher Triathlonveranstalter                                           | 85    |       |
| 7. August  | Jean-Louis Cohen                    | französischer Architekt und Kunsthistoriker                               | 74    |       |
| 7. August  | Vera Dedanwala                      | deutsche Politikerin                                                      | 80    |       |
| 7. August  | DJ Casper                           | US-amerikanischer DJ                                                      | 58    |       |
| 7. August  | William Friedkin                    | US-amerikanischer Filmregisseur                                           | 87    |       |
| 7. August  | Erkin Koray                         | türkischer Musiker                                                        | 82    |       |
| 7. August  | David LaFlamme                      | US-amerikanischer Musiker                                                 | 82    |       |
| 7. August  | Toussaint McCall                    | US-amerikanischer Organist, Songwriter und Sänger                         | 89    |       |
| 7. August  | Martin Povejšil                     | tschechischer Diplomat                                                    | 62    |       |
| 7. August  | Jim Price                           | US-amerikanischer Baseballspieler                                         | 80    |       |
| 7. August  | Sepp Reinhard                       | Schweizer Fotograf                                                        | 91    |       |
| 7. August  | Margit Saad                         | deutsche Schauspielerin und Regisseurin                                   | 94    |       |
| 7. August  | Gérard Toulouse                     | französischer Physiker                                                    | 83    |       |
| 7. August  | Mario Tronti                        | italienischer Philosoph und Politiker                                     | 92    |       |
| 7. August  | Tom Williams                        | US-amerikanischer Jazzmusiker                                             | 60    |       |
| 6. August  | Winfried Aymans                     | deutscher Priester und Kirchenrechtler                                    | 87    |       |
| 6. August  | Norman K. Denzin                    | US-amerikanischer Soziologe                                               | 82    |       |
| 6. August  | Marcel André J. Gervais             | kanadischer Erzbischof                                                    | 91    |       |
| 6. August  | Gilles Gilbert                      | kanadischer Eishockeyspieler, -trainer und -scout                         | 74    |       |
| 6. August  | Peter Krenn                         | österreichischer Kunsthistoriker                                          | 86    |       |
| 6. August  | Christian Möckel                    | deutscher Philosoph                                                       | 70    |       |
| 6. August  | Wilhelm Möhlig                      | deutscher Jurist und Afrikanist                                           | 88    |       |
| 6. August  | Roger Pirenne                       | belgisch-kamerunischer Erzbischof                                         | 88    |       |
| 6. August  | Walter Rasch                        | deutscher Politiker                                                       | 81    |       |
| 6. August  | Eduard Rutschmann                   | Schweizer Politiker                                                       | 69    |       |
| 6. August  | Hermann Schlimme                    | deutscher Architekturhistoriker                                           | 54    |       |
| 6. August  | Johannes Tomana                     | simbabwischer Diplomat                                                    | 55    |       |
| 6. August  | Ulman Weiß                          | deutscher Historiker                                                      | 74    |       |
| 6. August  | Walter Wrigge                       | deutscher Sportschütze                                                    | 77    |       |
| 6. August  | Konstantinos Zepos                  | griechischer Diplomat                                                     | 92    |       |
| 5. August  | Carlos Roqué Alsina                 | französischer Komponist und Pianist                                       | 82    |       |
| 5. August  | Hélène Carrère d’Encausse           | französische Historikerin und Politikerin                                 | 94    |       |
| 5. August  | Nermin Crnkić                       | bosnisch-US-amerikanischer Fußballspieler                                 | 30    |       |
| 5. August  | Philippe Curval                     | französischer Schriftsteller                                              | 93    |       |
| 5. August  | Timothy Daunt                       | britischer Diplomat                                                       | 87    |       |
| 5. August  | Gan Teik Chai                       | malaysischer Badmintonspieler                                             | 40    |       |
| 5. August  | Tristan Honsinger                   | US-amerikanischer Improvisationsmusiker                                   | 73    |       |
| 5. August  | Werner Kriesi                       | Schweizer Geistlicher                                                     | 90    |       |
| 5. August  | James J. Lindsay                    | US-amerikanischer General                                                 | 90    |       |
| 5. August  | Anba Michael                        | ägyptischer Geistlicher und Bischof                                       | 80    |       |
| 5. August  | Giuseppe Montanari                  | italienischer Comiczeichner                                               | 86    |       |
| 5. August  | Friedrich Moser                     | österreichischer Architekt, Stadtplaner und Maler                         | 96    |       |
| 5. August  | Folke Nauta                         | niederländischer Pianist                                                  | 50    |       |
| 5. August  | Nami Sano                           | japanische Mangaka                                                        | 36    |       |
| 5. August  | Arthur Schmidt                      | US-amerikanischer Filmcutter                                              | 86    |       |
| 5. August  | Herbert J. Siegel                   | US-amerikanischer Investor                                                | 95    |       |
| 5. August  | Helmut Siber                        | österreichischer Fußballspieler                                           | 81    |       |
| 5. August  | Rudolf Zeeb                         | deutscher Ministerialbeamter                                              | 63    |       |
| 4. August  | Boniface Alexandre                  | haitianischer Politiker                                                   | 87    |       |
| 4. August  | Andreas Däscher                     | Schweizer Skispringer                                                     | 96    |       |
| 4. August  | Jango Edwards                       | US-amerikanischer Comedian und Clown                                      | 73    |       |
| 4. August  | Michel Gaudin                       | französischer Physiker                                                    | 91    |       |
| 4. August  | Guðrún Gísladóttir                  | isländische Geowissenschaftlerin                                          | 67    |       |
| 4. August  | John Gosling                        | britischer Keyboarder                                                     | 75    |       |
| 4. August  | Daniel Herzog                       | US-amerikanischer Bischof                                                 | 82    |       |
| 4. August  | Rhoda Karpatkin                     | US-amerikanische Verbraucherschützerin                                    | 93    |       |
| 4. August  | Michail Jefimowitsch Nikolajew      | russischer Politiker, Präsident der Republik Sacha                        | 85    |       |
| 4. August  | Charles J. Ogletree Jr.             | US-amerikanischer Rechtswissenschaftler                                   | 70    |       |
| 4. August  | Marianne Schuller                   | deutsche Literaturwissenschaftlerin                                       | 81    |       |
| 4. August  | Eberhard Werner                     | deutscher Theologe                                                        | 57    |       |
| 3. August  | James Barnes                        | US-amerikanischer Mörder                                                  | 61    |       |
| 3. August  | Hans Both                           | deutscher Ingenieur und Künstler                                          | 88    |       |
| 3. August  | Michael Boyd                        | britischer Theaterregisseur                                               | 68    |       |
| 3. August  | Walter Charles                      | US-amerikanischer Theater- und Fernsehschauspieler                        | 78    |       |
| 3. August  | Carl Davis                          | US-amerikanischer Komponist                                               | 86    |       |
| 3. August  | Katja Dofel                         | deutsche Journalistin                                                     | 52    |       |
| 3. August  | Günter Encic                        | österreichischer Journalist                                               | 66    |       |
| 3. August  | Klaus Ertz                          | deutscher Kunsthistoriker                                                 | ≈78   |       |
| 3. August  | Johannes Füllenbach                 | deutscher Geistlicher und Theologe                                        | 88    |       |
| 3. August  | Richard M. Goody                    | britisch-US-amerikanischer Geophysiker und Meteorologe                    | 102   |       |
| 3. August  | Mark Margolis                       | US-amerikanischer Schauspieler                                            | 83    |       |
| 3. August  | Wiktor Maslow                       | sowjetischer bzw. russischer Mathematiker und Physiker                    | 93    |       |
| 3. August  | Bruno Mealli                        | italienischer Radrennfahrer                                               | 75    |       |
| 3. August  | Irina Miroschnitschenko             | sowjetische bzw. russische Schauspielerin                                 | 81    |       |
| 3. August  | Bram Moolenaar                      | niederländischer Informatiker                                             | ≈62   |       |
| 3. August  | Bob Murdoch                         | kanadischer Eishockeyspieler, -trainer und -scout                         | 76    |       |
| 3. August  | Bernd Mütter                        | deutscher Historiker und Geschichtsdidaktiker                             | 84    |       |
| 3. August  | Gilles Perrault                     | französischer Journalist und Schriftsteller                               | 92    |       |
| 3. August  | Philippe Petit-Roulet               | französischer Comiczeichner und Illustrator                               | 70    |       |
| 3. August  | Werner Petzold                      | deutscher Maler und Grafiker                                              | 83    | [ 3 ] |
| 3. August  | Melvin George Talbert               | US-amerikanischer Bischof                                                 | 89    |       |
| 3. August  | Nechama Tec                         | polnische Soziologin                                                      | 92    |       |
| 3. August  | Saverio Tenuta                      | italienischer Comiczeichner                                               | 54    |       |
| 3. August  | Adrienne Vaughan                    | US-amerikanische Verlagsmanagerin                                         | 45    |       |
| 2. August  | Svend Erik Bjerg                    | dänischer Radrennfahrer                                                   | 78    |       |
| 2. August  | Paul Brodeur                        | US-amerikanischer Wissenschaftsjournalist und Autor                       | 92    |       |
| 2. August  | Connie Darnowski                    | US-amerikanische Leichtathletin                                           | 88    |       |
| 2. August  | Laurence Deonna                     | Schweizer Journalistin, Schriftstellerin und Fotografin                   | 86    |       |
| 2. August  | Manfred Engelmann                   | deutscher Verbandsfunktionär                                              | 67    |       |
| 2. August  | John Goto                           | britischer Künstler                                                       | 74    |       |
| 2. August  | Armin Halle                         | deutscher Journalist, Moderator und Medientrainer                         | 87    |       |
| 2. August  | Winfried Haunerland                 | deutscher Geistlicher, Theologe und Liturgiewissenschaftler               | 67    |       |
| 2. August  | Lutz Heinrich                       | deutscher Rockmusiker                                                     | 69    |       |
| 2. August  | Tom Kempinski                       | britischer Dramatiker und Filmschauspieler                                | 85    |       |
| 2. August  | Janusz Kubiakowski                  | polnischer Beamter, Entwässerungsspezialist und Politiker                 | 77    |       |
| 2. August  | Hansgeorg Molitor                   | deutscher Historiker                                                      | 84    |       |
| 2. August  | Antonio Nitto                       | italienischer Eisschnellläufer                                            | 84    |       |
| 2. August  | Vincent Speranza                    | US-amerikanischer Fallschirmjäger und Weltkriegsveteran                   | 98    |       |
| 2. August  | Ignacas Stasys Uždavinys            | litauischer Mathematiker und Politiker                                    | 88    |       |
| 1. August  | Peter Aczel                         | britischer Logiker und Informatiker                                       | 81    |       |
| 1. August  | Owe Adamsson                        | schwedischer Radrennfahrer                                                | 88    |       |
| 1. August  | Renata Ahrens                       | deutsche Schmuckgestalterin und Kunsthandwerkerin                         | 94    |       |
| 1. August  | Peter Ballmann                      | deutscher Geowissenschaftler und Paläontologe                             | 82    |       |
| 1. August  | Henri Konan Bédié                   | ivorischer Politiker                                                      | 89    |       |
| 1. August  | Phillip Bennett                     | australischer General und Oberkommandierender                             | 94    |       |
| 1. August  | Franz Csandl                        | österreichischer Boxer                                                    | 74    |       |
| 1. August  | Rodolfo Dordoni                     | italienischer Möbel- und Ausstattungsdesigner                             | 69    |       |
| 1. August  | Jean-Marc Duménil                   | französischer Schlagzeuger                                                | 63    |       |
| 1. August  | Manfred Eichhorn                    | deutscher Autor, Lyriker und Mundart-Dichter                              | 72    |       |
| 1. August  | Geneviève de Fontenay               | französische Unternehmerin und Miss-Wahl-Funktionärin                     | 90    |       |
| 1. August  | Heinz Golombeck                     | deutscher Politiker                                                       | 74    |       |
| 1. August  | Hans-Georg Herbig                   | deutscher Geologe und Paläontologe                                        | 68    |       |
| 1. August  | Kurt Wilhelm Hofmann                | deutscher Maler, Zeichner und Grafiker                                    | 73    |       |
| 1. August  | Josef Königsberg                    | deutscher Journalist und Holocaustüberlebender                            | 98    |       |
| 1. August  | David Le Batard                     | kubanisch-US-amerikanischer Grafiker                                      | 50    |       |
| 1. August  | Dom Minasi                          | US-amerikanischer Jazzgitarrist                                           | 80    |       |
| 1. August  | Williamson Murray                   | US-amerikanischer Historiker                                              | 81    |       |
| 1. August  | Sheila Oliver                       | US-amerikanische Politikerin                                              | 71    |       |
| 1. August  | Eckhard Schaefer                    | deutscher Geistlicher und Theologe                                        | 86    |       |
| 1. August  | Hans Sillescu                       | deutscher Chemiker                                                        | 86    |       |
| 1. August  | Mariana Sîrbu                       | rumänische Violinistin                                                    | ≈75   |       |

### Datum unbekannt
| Zeitangabe                        | Name                 | Beruf, bekannt als                                   | Alter | Beleg |
| --------------------------------- | -------------------- | ---------------------------------------------------- | ----- | ----- |
| 30. August oder 31. August        | Marc Henri Reckinger | luxemburgischer Maler, Zeichner und Bildhauer        | 83    |       |
| Tod bekannt gegeben am 27. August | Brian McBride        | US-amerikanischer Musiker                            | 53    |       |
| Tod bekannt gegeben am 22. August | Dan Green            | US-amerikanischer Comiczeichner                      | 70    |       |
| vor dem 21. August                | Kai Helenius         | finnischer Diplomat                                  | ≈81   |       |
| Tod bekannt gegeben am 15. August | Klaus Bugdahl        | deutscher Radrennfahrer                              | 88    |       |
| Tod bekannt gegeben am 14. August | Ulrich Meister       | schweizerisch-deutscher Konzeptkünstler und Zeichner | ≈76   |       |
| Tod bekannt gegeben am 10. August | Adrian M. Wenner     | US-amerikanischer Biologe und Entomologe             | ≈95   |       |
| Tod bekannt gegeben am 10. August | Alexander Wiktorenko | sowjetischer bzw. russischer Kosmonaut               | 76    |       |